# Liste des députés de la VIIe législature de la Cinquième République
Cet article donne la liste par ordre alphabétique des députés français de la VIIe législature (1981-1986), proclamés élus les 14 et 21 juin 1981. Les modifications apportées en cours de législature sont indiquées en notes. Pour chaque député, la liste précise le département de leur circonscription d'élection ainsi que le groupe dont ils font partie (les députés seulement apparentés à un groupe politique sont indiqués par un « a. » précédant le groupe).
- Haut – A
- B
- C
- D
- E
- F
- G
- H
- I
- J
- K
- L
- M
- N
- O
- P
- Q
- R
- S
- T
- U
- V
- W
- X
- Y
- Z

## A
| Nom                 |  | Groupe      | Circonscription   |
| ------------------- |  | ----------- | ----------------- |
| François Abadie     |  | a.PS        | Hautes-Pyrénées   |
| Maurice Adevah-Pœuf |  | PS          | Puy-de-Dôme       |
| Jean-Marie Alaize   |  | PS          | Ardèche           |
| Nicolas Alfonsi     |  | a.PS        | Corse-du-Sud      |
| Edmond Alphandéry   |  | UDF         | Maine-et-Loire    |
| Jacqueline Alquier  |  | PS          | Tarn              |
| Jean Anciant        |  | PS          | Oise              |
| René André          |  | RPR         | Manche            |
| Gustave Ansart      |  | PCF         | Nord              |
| Vincent Ansquer     |  | RPR         | Vendée            |
| François Asensi     |  | PCF         | Seine-Saint-Denis |
| Emmanuel Aubert     |  | RPR         | Alpes-Maritimes   |
| André Audinot       |  | Non inscrit | Somme             |
| Robert Aumont       |  | PS          | Aisne             |
| Jean Auroux         |  | PS          | Loire             |
| François Autain     |  | PS          | Loire-Atlantique  |
| Edwige Avice        |  | PS          | Loire             |

## B
| Nom                   |  | Groupe      | Circonscription         |
| --------------------- |  | ----------- | ----------------------- |
| Pierre Bachelet       |  | RPR         | Alpes-Maritimes         |
| Jacques Badet         |  | PS          | Loire                   |
| Jean-Pierre Balligand |  | PS          | Aisne                   |
| Georges Bally         |  | PS          | Isère                   |
| Paul Balmigère        |  | PCF         | Hérault                 |
| Gérard Bapt           |  | PS          | Haute-Garonne           |
| Régis Barailla        |  | PS          | Aude                    |
| Bernard Bardin        |  | PS          | Nièvre                  |
| Michel Barnier        |  | RPR         | Savoie                  |
| Raymond Barre         |  | a. UDF      | Rhône                   |
| Jacques Barrot        |  | UDF         | Haute-Loire             |
| Jean-Jacques Barthe   |  | PCF         | Pas-de-Calais           |
| Claude Bartolone      |  | PS          | Seine-Saint-Denis       |
| Pierre Bas            |  | RPR         | Paris                   |
| Philippe Bassinet     |  | PS          | Hauts-de-Seine          |
| Jean-Claude Bateux    |  | PS          | Seine-Maritime          |
| Umberto Battist       |  | PS          | Nord                    |
| Henri Baudouin        |  | UDF         | Manche                  |
| Jacques Baumel        |  | RPR         | Hauts-de-Seine          |
| Henri Bayard          |  | UDF         | Loire                   |
| Jean-Michel Baylet    |  | a. PS       | Tarn-et-Garonne         |
| Raoul Bayou           |  | PS          | Hérault                 |
| Jean Beaufils         |  | PS          | Seine-Maritime          |
| Jean Beaufort         |  | PS          | Finistère               |
| Guy Bêche             |  | PS          | Doubs                   |
| Jacques Becq          |  | PS          | Somme                   |
| Jean Bégault          |  | UDF         | Maine-et-Loire          |
| Roland Beix           |  | PS          | Charente-Maritime       |
| André Bellon          |  | PS          | Alpes-de-Haute-Provence |
| Jean-Michel Belorgey  |  | PS          | Allier                  |
| Serge Beltrame        |  | PS          | Vosges                  |
| Georges Benedetti     |  | PS          | Gard                    |
| Daniel Benoist        |  | PS          | Nièvre                  |
| Pierre de Benouville  |  | a.RPR       | Paris                   |
| Michel Bérégovoy      |  | PS          | Seine-Maritime          |
| Christian Bergelin    |  | RPR         | Haute-Saône             |
| Jean Bernard          |  | PS          | Meuse                   |
| Pierre Bernard        |  | PS          | Tarn                    |
| Roland Bernard        |  | PS          | Rhône                   |
| Michel Berson         |  | PS          | Essonne                 |
| Wilfrid Bertile       |  | PS          | La Réunion              |
| Louis Besson          |  | PS          | Savoie                  |
| Marcel Bigeard        |  | a. UDF      | Meurthe-et-Moselle      |
| André Billardon       |  | PS          | Saône-et-Loire          |
| Alain Billon          |  | PS          | Paris                   |
| Claude Birraux        |  | UDF         | Haute-Savoie            |
| Émile Bizet           |  | a. RPR      | Manche                  |
| Paul Bladt            |  | PS          | Moselle                 |
| Jacques Blanc         |  | UDF         | Lozère                  |
| Jean-Marie Bockel     |  | PS          | Haut-Rhin               |
| Alain Bocquet         |  | PCF         | Nord                    |
| Gilbert Bonnemaison   |  | PS          | Seine-Saint-Denis       |
| Alain Paul Bonnet     |  | a. PS       | Dordogne                |
| Christian Bonnet      |  | UDF         | Morbihan                |
| Augustin Bonrepaux    |  | PS          | Ariège                  |
| André Borel           |  | PS          | Vaucluse                |
| Jean-Michel Boucheron |  | PS          | Charente                |
| Jean-Michel Boucheron |  | PS          | Ille-et-Vilaine         |
| Bruno Bourg-Broc      |  | RPR         | Marne                   |
| René Bourget          |  | PS          | Isère                   |
| Pierre Bourguignon    |  | PS          | Seine-Maritime          |
| Loïc Bouvard          |  | UDF         | Morbihan                |
| Jean-Pierre Braine    |  | PS          | Oise                    |
| Jean-Guy Branger      |  | Non Inscrit | Charente-Maritime       |
| Benjamin Brial        |  | RPR         | Wallis et Futuna        |
| Maurice Briand        |  | PS          | Côtes-du-Nord           |
| Jean Briane           |  | UDF         | Aveyron                 |
| Jean Brocard          |  | UDF         | Haute-Savoie            |
| Albert Brochard       |  | a.UDF       | Deux-Sèvres             |
| Alain Brune           |  | PS          | Jura                    |
| Jacques Brunhes       |  | PCF         | Hauts-de-Seine          |
| Georges Bustin        |  | PCF         | Nord                    |

## C
| Nom                       |  | Groupe | Circonscription       |
| ------------------------- |  | ------ | --------------------- |
| Jacques Cambolive         |  | PS     | Aude                  |
| Jean-Marie Caro           |  | UDF    | Bas-Rhin              |
| Roland Carraz             |  | PS     | Côte-d'Or             |
| Michel Cartelet           |  | PS     | Aube                  |
| Raoul Cartraud            |  | PS     | Vienne                |
| Jean-Claude Cassaing      |  | PS     | Corrèze               |
| Élie Castor               |  | a. PS  | Guyane                |
| Laurent Cathala           |  | PS     | Val-de-Marne          |
| Robert de Caumont         |  | PS     | Hautes-Alpes          |
| Jean-Charles Cavaillé     |  | RPR    | Morbihan              |
| André Cellard             |  | PS     | Gers                  |
| Aimé Césaire              |  | a.PS   | Martinique            |
| Jacques Chaban-Delmas     |  | RPR    | Gironde               |
| André Chandernagor        |  | PS     | Creuse                |
| Guy Chanfrault            |  | PS     | Haute-Marne           |
| Robert Chapuis            |  | PS     | Ardèche               |
| Jean-Paul Charié          |  | RPR    | Loiret                |
| Bernard Charles           |  | a.PS   | Lot                   |
| Serge Charles             |  | RPR    | Nord                  |
| Gilles Charpentier        |  | PS     | Ardennes              |
| Michel Charzat            |  | PS     | Paris                 |
| Gérard Chasseguet         |  | RPR    | Sarthe                |
| Albert Chaubard           |  | PS     | Allier                |
| Guy-Michel Chauveau       |  | PS     | Sarthe                |
| Alain Chénard             |  | PS     | Loire-Atlantique      |
| Annette Chépy-Léger       |  | PS     | Marne                 |
| Daniel Chevallier         |  | PS     | Hautes-Alpes          |
| Jean-Pierre Chevènement   |  | PS     | Territoire de Belfort |
| Jacques Chirac            |  | RPR    | Corrèze               |
| Paul Chomat               |  | PCF    | Loire                 |
| Didier Chouat             |  | PS     | Côtes-du-Nord         |
| Pascal Clément            |  | UDF    | Loire                 |
| Michel Coffineau          |  | PS     | Val-d'Oise            |
| Michel Cointat            |  | RPR    | Ille-et-Vilaine       |
| Georges Colin             |  | PS     | Marne                 |
| Gérard Collomb            |  | PS     | Rhône                 |
| Jean-Hugues Colonna       |  | PS     | Alpes-Maritimes       |
| Jean Combasteil           |  | PCF    | Corrèze               |
| Maurice Cornette          |  | RPR    | Nord                  |
| Roger Corrèze             |  | RPR    | Loir-et-Cher          |
| Jean-Pierre Cot           |  | PS     | Savoie                |
| Michel Couillet           |  | PCF    | Somme                 |
| Pierre-Bernard Cousté     |  | a.RPR  | Rhône                 |
| Maurice Couve de Murville |  | RPR    | Paris                 |
| Michel Crépeau            |  | a.PS   | Charente-Maritime     |
| Édith Cresson             |  | PS     | Vienne                |

## D
| Nom                    |  | Groupe | Circonscription      |
| ---------------------- |  | ------ | -------------------- |
| Pierre Dabezies        |  | a. PS  | Paris                |
| Jean-Marie Daillet     |  | UDF    | Manche               |
| Louis Darinot          |  | PS     | Manche               |
| Henri Darras           |  | PS     | Pas-de-Calais        |
| Marcel Dassault        |  | RPR    | Oise                 |
| Michel Debré           |  | RPR    | La Réunion           |
| Gaston Defferre        |  | PS     | Bouches-du-Rhône     |
| Jean-Pierre Defontaine |  | a. PS  | Pas-de-Calais        |
| Marcel Dehoux          |  | PS     | Nord                 |
| Bertrand Delanoë       |  | PS     | Paris                |
| Georges Delatre        |  | RPR    | Seine-Maritime       |
| André Delehedde        |  | PS     | Pas-de-Calais        |
| André Delelis          |  | PS     | Pas-de-Calais        |
| Georges Delfosse       |  | UDF    | Nord                 |
| Henry Delisle          |  | PS     | Calvados             |
| Xavier Deniau          |  | a. RPR | Loiret               |
| Albert Denvers         |  | PS     | Nord                 |
| Charles Deprez         |  | UDF    | Hauts-de-Seine       |
| Bernard Derosier       |  | PS     | Nord                 |
| Jean Desanlis          |  | UDF    | Loir-et-Cher         |
| Freddy Deschaux-Beaume |  | PS     | Eure                 |
| Jean-Paul Desgranges   |  | PS     | Allier               |
| Jean-Claude Dessein    |  | PS     | Somme                |
| Jean-Pierre Destrade   |  | PS     | Pyrénées-Atlantiques |
| Paul Dhaille           |  | PS     | Seine-Maritime       |
| Yves Dollo             |  | PS     | Côtes-du-Nord        |
| Jacques Dominati       |  | UDF    | Paris                |
| Maurice Dousset        |  | UDF    | Eure-et-Loir         |
| Raymond Douyère        |  | PS     | Sarthe               |
| René Drouin            |  | PS     | Moselle              |
| Hubert Dubedout        |  | PS     | Isère                |
| Guy Ducoloné           |  | PCF    | Hauts-de-Seine       |
| Roland Dumas           |  | PS     | Dordogne             |
| Jean-Louis Dumont      |  | PS     | Meuse                |
| Dominique Dupilet      |  | PS     | Pas-de-Calais        |
| Paul Duraffour         |  | a.PS   | Saône-et-Loire       |
| Adrien Durand          |  | UDF    | Lozère               |
| Guy Durbec             |  | PS     | Var                  |
| Jean-Paul Durieux      |  | PS     | Meurthe-et-Moselle   |
| André Duroméa          |  | PCF    | Seine-Maritime       |
| Roger Duroure          |  | PS     | Landes               |
| André Durr             |  | RPR    | Bas-Rhin             |
| Job Durupt             |  | PS     | Meurthe-et-Moselle   |
| Lucien Dutard          |  | PCF    | Dordogne             |

## E
| Nom              |  | Groupe | Circonscription  |
| ---------------- |  | ------ | ---------------- |
| Henri Emmanuelli |  | PS     | Landes           |
| Manuel Escutia   |  | PS     | Paris            |
| Marcel Esdras    |  | a.UDF  | Guadeloupe       |
| Claude Estier    |  | PS     | Paris            |
| Claude Évin      |  | PS     | Loire-Atlantique |

## F
| Nom                        |  | Groupe      | Circonscription       |
| -------------------------- |  | ----------- | --------------------- |
| Laurent Fabius             |  | PS          | Seine-Maritime        |
| Jean Falala                |  | RPR         | Marne                 |
| Alain Faugaret             |  | PS          | Nord                  |
| Maurice Faure              |  | a. PS       | Lot                   |
| Charles Fèvre              |  | UDF         | Haute-Marne           |
| Berthe Fiévet              |  | PS          | Cher                  |
| Georges Fillioud           |  | PS          | Drôme                 |
| François Fillon            |  | a.RPR       | Sarthe                |
| Jacques Fleury             |  | PS          | Somme                 |
| Roland Florian             |  | PS          | Oise                  |
| Gaston Flosse              |  | a.RPR       | Polynésie française   |
| Jean Fontaine              |  | Non inscrit | La Réunion            |
| Pierre Forgues             |  | PS          | Hautes-Pyrénées       |
| Raymond Forni              |  | PS          | Territoire de Belfort |
| Roger Fossé                |  | RPR         | Seine-Maritime        |
| Jacques Fouchier           |  | UDF         | Deux-Sèvres           |
| Jean-Pierre Fourré         |  | PS          | Seine-et-Marne        |
| Jean Foyer                 |  | RPR         | Maine-et-Loire        |
| Joseph Franceschi          |  | PS          | Val-de-Marne          |
| Jacqueline Fraysse-Cazalis |  | PCF         | Hauts-de-Seine        |
| Georges Frêche             |  | PS          | Hérault               |
| Édouard Frédéric-Dupont    |  | a. RPR      | Paris                 |
| Dominique Frelaut          |  | PCF         | Hauts-de-Seine        |
| Marc Fromion               |  | PS          | Seine-et-Marne        |
| Jean-Paul Fuchs            |  | UDF         | Haut-Rhin             |

## G
| Nom                      |  | Groupe | Circonscription    |
| ------------------------ |  | ------ | ------------------ |
| Jean-Pierre Gabarrou     |  | PS     | Tarn               |
| René Gaillard            |  | PS     | Deux-Sèvres        |
| Robert Galley            |  | RPR    | Aube               |
| Max Gallo                |  | PS     | Alpes-Maritimes    |
| Gilbert Gantier          |  | UDF    | Paris              |
| Edmond Garcin            |  | PCF    | Bouches-du-Rhône   |
| Pierre Garmendia         |  | PS     | Gironde            |
| Marcel Garrouste         |  | PS     | Lot-et-Garonne     |
| Pierre Gascher           |  | RPR    | Sarthe             |
| Françoise Gaspard        |  | PS     | Eure-et-Loir       |
| Henri de Gastines        |  | RPR    | Mayenne            |
| Jean Gatel               |  | PS     | Vaucluse           |
| Jean-Claude Gaudin       |  | UDF    | Bouches-du-Rhône   |
| Francis Geng             |  | UDF    | Orne               |
| Germain Gengenwin        |  | UDF    | Bas-Rhin           |
| Claude Germon            |  | PS     | Essonne            |
| Jean Giovannelli         |  | PS     | Morbihan           |
| Valéry Giscard d'Estaing |  | UDF    | Puy-de-Dôme        |
| Antoine Gissinger        |  | RPR    | Haut-Rhin          |
| Jean-Louis Goasduff      |  | RPR    | Finistère          |
| Pierre Godefroy          |  | a.RPR  | Manche             |
| Jacques Godfrain         |  | a.RPR  | Aveyron            |
| Colette Goeuriot         |  | PCF    | Meurthe-et-Moselle |
| Georges Gorse            |  | RPR    | Hauts-de-Seine     |
| Georges Gosnat           |  | PCF    | Val-de-Marne       |
| Daniel Goulet            |  | RPR    | Orne               |
| Joseph Gourmelon         |  | PS     | Finistère          |
| Christian Goux           |  | PS     | Var                |
| Hubert Gouze             |  | PS     | Tarn-et-Garonne    |
| Gérard Gouzes            |  | PS     | Lot-et-Garonne     |
| Léo Grézard              |  | PS     | Yonne              |
| François Grussenmeyer    |  | RPR    | Bas-Rhin           |
| Olivier Guichard         |  | RPR    | Loire-Atlantique   |
| Pierre Guidoni           |  | PS     | Aude               |
| Jacques Guyard           |  | PS     | Essonne            |
| Michel Guyton            |  | PS     | Deux-Sèvres        |

## H
| Nom                         |  | Groupe      | Circonscription    |
| --------------------------- |  | ----------- | ------------------ |
| Charles Haby                |  | RPR         | Haut-Rhin          |
| René Haby                   |  | UDF         | Meurthe-et-Moselle |
| Gérard Haesebroeck          |  | PS          | Nord               |
| Georges Hage                |  | PCF         | Nord               |
| Gisèle Halimi               |  | a.PS        | Isère              |
| Emmanuel Hamel              |  | UDF         | Rhône              |
| Jean Hamelin                |  | RPR         | Ille-et-Vilaine    |
| Florence d'Harcourt         |  | a.RPR       | Hauts-de-Seine     |
| Nicole de Hauteclocque      |  | RPR         | Paris              |
| Alain Hautecœur             |  | PS          | Var                |
| Kléber Haye                 |  | PS          | Gironde            |
| Guy Hermier                 |  | PCF         | Bouches-du-Rhône   |
| Charles Hernu               |  | PS          | Rhône              |
| Edmond Hervé                |  | PS          | Ille-et-Vilaine    |
| Adrienne Horvath            |  | PCF         | Gard               |
| Jean-François Hory          |  | Non Inscrit | Mayotte            |
| Gérard Houteer              |  | PS          | Haute-Garonne      |
| Roland Huguet               |  | PS          | Pas-de-Calais      |
| Xavier Hunault              |  | Non inscrit | Loire-Atlantique   |
| Jacques Huyghues des Étages |  | PS          | Nièvre             |

## I
| Nom              |  | Groupe | Circonscription |
| ---------------- |  | ------ | --------------- |
| Jean Ibanès      |  | PS     | Ariège          |
| Michel Inchauspé |  | RPR    | Basses-Pyrénées |
| Gérard Istace    |  | PS     | Ardennes        |

## J
| Nom              |  | Groupe      | Circonscription     |
| ---------------- |  | ----------- | ------------------- |
| Marie Jacq       |  | PS          | Finistère           |
| Pierre Jagoret   |  | PS          | Côtes-du-Nord       |
| Frédéric Jalton  |  | PS          | Guadeloupe          |
| Parfait Jans     |  | PCF         | Hauts-de-Seine      |
| Jean Jarosz      |  | PCF         | Nord                |
| Noël Josèphe     |  | PS          | Pas-de-Calais       |
| Lionel Jospin    |  | PS          | Paris               |
| Charles Josselin |  | PS          | Côtes-du-Nord       |
| Émile Jourdan    |  | PCF         | Gard                |
| Alain Journet    |  | PS          | Gard                |
| Pierre Joxe      |  | PS          | Saône-et-Loire      |
| Didier Julia     |  | RPR         | Seine-et-Marne      |
| Raymond Julien   |  | a. PS       | Gironde             |
| Jean Juventin    |  | Non Inscrit | Polynésie française |

## K
| Nom                  |  | Groupe | Circonscription |
| -------------------- |  | ------ | --------------- |
| Gabriel Kaspereit    |  | RPR    | Paris           |
| Aimé Kergueris       |  | UDF    | Morbihan        |
| Émile Koehl          |  | UDF    | Bas-Rhin        |
| Pierre-Charles Krieg |  | RPR    | Paris           |
| Jean-Pierre Kucheida |  | PS     | Pas-de-Calais   |

## L
| Nom                     |  | Groupe | Circonscription      |
| ----------------------- |  | ------ | -------------------- |
| André Labarrère         |  | PS     | Pyrénées-Atlantiques |
| Claude Labbé            |  | RPR    | Hauts-de-Seine       |
| Jean Laborde            |  | PS     | Gers                 |
| Jean Lacombe            |  | PS     | Gers                 |
| René la Combe           |  | RPR    | Maine-et-Loire       |
| Jacques Lafleur         |  | RPR    | Nouvelle-Calédonie   |
| Pierre Lagorce          |  | PS     | Gironde              |
| André Laignel           |  | PS     | Nièvre               |
| André Lajoinie          |  | PCF    | Allier               |
| Catherine Lalumière     |  | PS     | Gironde              |
| Michel Lambert          |  | PS     | Orne                 |
| Yves Lancien            |  | RPR    | Paris                |
| Louis Lareng            |  | PS     | Haute-Garonne        |
| Roger Lassale           |  | PS     | Yonne                |
| Jean Laurain            |  | PS     | Moselle              |
| André Laurent           |  | PS     | Nord                 |
| Marc Lauriol            |  | RPR    | Yvelines             |
| Christian Laurissergues |  | PS     | Lot-et-Garonne       |
| Jacques Lavédrine       |  | PS     | Puy-de-Dôme          |
| Georges Le Baill        |  | PS     | Hauts-de-Seine       |
| Roger Leborne           |  | PS     | Saône-et-Loire       |
| Jean-Pierre Le Coadic   |  | PS     | Val-d'Oise           |
| Marie-France Lecuir     |  | PS     | Val-d'Oise           |
| Jean-Yves Le Drian      |  | PS     | Morbihan             |
| Robert Le Foll          |  | PS     | Seine-et-Marne       |
| Bernard Lefranc         |  | PS     | Aisne                |
| Jean Le Garrec          |  | PS     | Nord                 |
| Jean Le Gars            |  | PS     | Yvelines             |
| Joseph Legrand          |  | PCF    | Pas-de-Calais        |
| André Lejeune           |  | PS     | Creuse               |
| Daniel Le Meur          |  | PCF    | Aisne                |
| Georges Lemoine         |  | PS     | Eure-et-Loir         |
| Guy Lengagne            |  | PS     | Pas-de-Calais        |
| Jean-Jacques Léonetti   |  | PS     | Bouches-du-Rhône     |
| François Léotard        |  | UDF    | Var                  |
| Louis Le Pensec         |  | PS     | Finistère            |
| Roger Lestas            |  | UDF    | Mayenne              |
| Maurice Ligot           |  | a. UDF | Maine-et-Loire       |
| Jean de Lipkowski       |  | RPR    | Charente-Maritime    |
| François Loncle         |  | PS     | Eure                 |
| André Lotte             |  | PS     | Saône-et-Loire       |
| Jean-Paul Luisi         |  | a.PS   | Haute-Corse          |

## M
| Nom                             |  | Groupe | Circonscription         |
| ------------------------------- |  | ------ | ----------------------- |
| Alain Madelin                   |  | UDF    | Ille-et-Vilaine         |
| Bernard Madrelle                |  | PS     | Gironde                 |
| Jacques Mahéas                  |  | PS     | Seine-Saint-Denis       |
| Louis Maisonnat                 |  | PCF    | Isère                   |
| Guy Malandain                   |  | PS     | Yvelines                |
| Robert Malgras                  |  | PS     | Moselle                 |
| Martin Malvy                    |  | PS     | Lot                     |
| Raymond Marcellin               |  | UDF    | Morbihan                |
| Georges Marchais                |  | PCF    | Val-de-Marne            |
| Philippe Marchand               |  | PS     | Charente-Maritime       |
| Claude-Gérard Marcus            |  | RPR    | Paris                   |
| Jacques Marette                 |  | RPR    | Paris                   |
| Roger Mas                       |  | PS     | Ardennes                |
| René Massat                     |  | PS     | Ariège                  |
| Marius Masse                    |  | PS     | Bouches-du-Rhône        |
| Jean Louis Masson               |  | RPR    | Moselle                 |
| François Massot                 |  | a. PS  | Alpes-de-Haute-Provence |
| Gilbert Mathieu                 |  | a.UDF  | Côte d'Or               |
| Pierre Mauger                   |  | RPR    | Vendée                  |
| Joseph-Henri Maujoüan du Gasset |  | UDF    | Loire-Atlantique        |
| Pierre Mauroy                   |  | PS     | Nord                    |
| Alain Mayoud                    |  | UDF    | Rhône                   |
| Roland Mazoin                   |  | PCF    | Haute-Vienne            |
| Jacques Médecin                 |  | a. RPR | Alpes-Maritimes         |
| Pierre Méhaignerie              |  | UDF    | Ille-et-Vilaine         |
| Jacques Mellick                 |  | PS     | Pas-de-Calais           |
| Joseph Menga                    |  | PS     | Seine-Maritime          |
| Paul Mercieca                   |  | PCF    | Val-de-Marne            |
| Louis Mermaz                    |  | PS     | Isère                   |
| Georges Mesmin                  |  | UDF    | Paris                   |
| Pierre Messmer                  |  | RPR    | Moselle                 |
| Philippe Mestre                 |  | UDF    | Vendée                  |
| Pierre Métais                   |  | PS     | Vendée                  |
| Charles Metzinger               |  | PS     | Moselle                 |
| Louis Mexandeau                 |  | PS     | Calvados                |
| Pierre Micaux                   |  | UDF    | Aube                    |
| Claude Michel                   |  | PS     | Eure                    |
| Henri Michel                    |  | PS     | Drôme                   |
| Jean-Pierre Michel              |  | PS     | Haute-Saône             |
| Charles Millon                  |  | UDF    | Ain                     |
| Charles Miossec                 |  | RPR    | Finistère               |
| Hélène Missoffe                 |  | RPR    | Paris                   |
| Gilbert Mitterrand              |  | PS     | Gironde                 |
| Marcel Mocœur                   |  | PS     | Haute-Vienne            |
| Robert Montdargent              |  | PCF    | Val-d'Oise              |
| Bernard Montergnole             |  | PS     | Isère                   |
| Christiane Mora                 |  | PS     | Indre-et-Loire          |
| Louise Moreau                   |  | UDF    | Alpes-Maritimes         |
| Paul Moreau                     |  | PS     | Nord                    |
| François Mortelette             |  | PS     | Loir-et-Cher            |
| Ernest Moutoussamy              |  | a.PCF  | Guadeloupe              |

## N
| Nom               |  | Groupe | Circonscription   |
| ----------------- |  | ------ | ----------------- |
| Jean Narquin      |  | RPR    | Maine-et-Loire    |
| Jean Natiez       |  | PS     | Loire-Atlantique  |
| Véronique Neiertz |  | PS     | Seine-Saint-Denis |
| Paulette Nevoux   |  | PS     | Val-de-Marne      |
| Maurice Nilès     |  | PCF    | Seine-Saint-Denis |
| Michel Noir       |  | RPR    | Rhône             |
| Arthur Notebart   |  | PS     | Nord              |
| Christian Nucci   |  | PS     | Isère             |
| Roland Nungesser  |  | RPR    | Val-de-Marne      |

## O
| Nom                |  | Groupe | Circonscription   |
| ------------------ |  | ------ | ----------------- |
| Louis Odru         |  | PCF    | Seine-Saint-Denis |
| Jean Oehler        |  | PS     | Bas-Rhin          |
| René Olmeta        |  | PS     | Bouches-du-Rhône  |
| Michel d'Ornano    |  | UDF    | Calvados          |
| Pierre Ortet       |  | PS     | Haute-Garonne     |
| Jacqueline Osselin |  | PS     | Nord              |

## P
| Nom                    |  | Groupe      | Circonscription          |
| ---------------------- |  | ----------- | ------------------------ |
| Charles Paccou         |  | RPR         | Nord                     |
| Marie-Thérèse Patrat   |  | PS          | Rhône                    |
| François Patriat       |  | Non Inscrit | Côte-d'Or                |
| Albert Pen             |  | a.PS        | Saint-Pierre-et-Miquelon |
| Jean-Pierre Pénicaut   |  | PS          | Landes                   |
| Régis Perbet           |  | RPR         | Ardèche                  |
| Michel Péricard        |  | RPR         | Yvelines                 |
| Paul Pernin            |  | a. UDF      | Paris                    |
| Francisque Perrut      |  | a. UDF      | Rhône                    |
| Rodolphe Pesce         |  | PS          | Drôme                    |
| Camille Petit          |  | RPR         | Martinique               |
| Jean Peuziat           |  | PS          | Finistère                |
| Alain Peyrefitte       |  | RPR         | Seine-et-Marne           |
| Louis Philibert        |  | PS          | Bouches-du-Rhône         |
| Roch Pidjot            |  | PS          | Nouvelle-Calédonie       |
| Christian Pierret      |  | PS          | Vosges                   |
| Lucien Pignion         |  | PS          | Pas-de-Calais            |
| Joseph Pinard          |  | PS          | Doubs                    |
| Étienne Pinte          |  | RPR         | Yvelines                 |
| Charles Pistre         |  | PS          | Tarn                     |
| Jean-Paul Planchou     |  | PS          | Paris                    |
| Bernard Poignant       |  | PS          | Finistère                |
| Bernard Pons           |  | RPR         | Lot                      |
| Jean Poperen           |  | PS          | Rhône                    |
| Vincent Porelli        |  | PCF         | Bouches-du-Rhône         |
| Jean-Claude Portheault |  | PS          | Loiret                   |
| Maurice Pourchon       |  | PS          | Puy-de-Dôme              |
| Henri Prat             |  | PS          | Pyrénées-Atlantiques     |
| Jean de Préaumont      |  | RPR         | Paris                    |
| Jean Proriol           |  | UDF         | Haute-Loire              |
| Pierre Prouvost        |  | PS          | Nord                     |
| Jean Proveux           |  | PS          | Indre-et-Loire           |

## Q
| Nom              |  | Groupe | Circonscription |
| ---------------- |  | ------ | --------------- |
| Nicole Questiaux |  | PS     | Paris           |
| Paul Quilès      |  | PS     | Paris           |

## R
| Nom                            |  | Groupe      | Circonscription    |
| ------------------------------ |  | ----------- | ------------------ |
| Jack Ralite                    |  | PCF         | Seine-Saint-Denis  |
| Noël Ravassard                 |  | PS          | Ain                |
| Alex Raymond (homme politique) |  | PS          | Haute-Garonne      |
| Pierre Raynal                  |  | RPR         | Cantal             |
| Charles Reboul                 |  | PS          | Vaucluse           |
| Roland Renard                  |  | PCF         | Aisne              |
| Amédée Renault                 |  | PS          | Indre              |
| Alain Richard                  |  | PS          | Val-d'Oise         |
| Lucien Richard                 |  | a.RPR       | Loire-Atlantique   |
| René Rieubon                   |  | PCF         | Bouches-du-Rhône   |
| Jean Rigal                     |  | a. PS       | Aveyron            |
| Jean Rigaud                    |  | UDF         | Rhône              |
| Marcel Rigout                  |  | PCF         | Haute-Vienne       |
| Jacques Rimbault               |  | PCF         | Cher               |
| Maurice Rival                  |  | PS          | Isère              |
| Louis Robin                    |  | PCF         | Ain                |
| Michel Rocard                  |  | PS          | Yvelines           |
| Jean-Paul de Rocca Serra       |  | RPR         | Corse-du-Sud       |
| Bernard Rocher                 |  | RPR         | Paris              |
| Alain Rodet                    |  | PS          | Haute-Vienne       |
| Émile Roger                    |  | PCF         | Nord               |
| André Rossinot                 |  | UDF         | Meurthe-et-Moselle |
| Jean Rousseau                  |  | PS          | Cher               |
| Jean Royer                     |  | Non inscrit | Indre-et-Loire     |

## S
| Nom                    |  | Groupe      | Circonscription     |
| ---------------------- |  | ----------- | ------------------- |
| Victor Sablé           |  | a. UDF      | Martinique          |
| Michel Sainte-Marie    |  | PS          | Gironde             |
| Tutaha Salmon          |  | RPR         | Polynésie française |
| Jean-Pierre Santa Cruz |  | PS          | Jura                |
| Hyacinthe Santoni      |  | RPR         | Bouches-du-Rhône    |
| Jacques Santrot        |  | PS          | Vienne              |
| Michel Sapin           |  | PS          | Indre               |
| Georges Sarre          |  | PS          | Paris               |
| Yves Sautier           |  | UDF         | Haute-Savoie        |
| Pierre Sauvaigo        |  | RPR         | Alpes-Maritimes     |
| Alain Savary           |  | PS          | Haute-Garonne       |
| Bernard Schreiner      |  | PS          | Yvelines            |
| Philippe Séguin        |  | RPR         | Vosges              |
| Jean Seitlinger        |  | UDF         | Moselle             |
| Gilbert Sénès          |  | PS          | Hérault             |
| Maurice Sergheraert    |  | Non Inscrit | Nord                |
| Odile Sicard           |  | PS          | Isère               |
| Jean-Pierre Soisson    |  | UDF         | Yonne               |
| René Souchon           |  | PS          | Cantal              |
| Renée Soum             |  | PS          | Pyrénées-Orientales |
| André Soury            |  | PCF         | Charente            |
| Germain Sprauer        |  | RPR         | Bas-Rhin            |
| Bernard Stasi          |  | UDF         | Marne               |
| Olivier Stirn          |  | UDF         | Calvados            |
| Marie-Josèphe Sublet   |  | PS          | Rhône               |
| Michel Suchod          |  | PS          | Dordogne            |
| Jean-Pierre Sueur      |  | PS          | Loiret              |

## T
| Nom               |  | Groupe | Circonscription     |
| ----------------- |  | ------ | ------------------- |
| Pierre Tabanou    |  | PS     | Val-de-Marne        |
| Dominique Taddei  |  | PS     | Vaucluse            |
| Yves Tavernier    |  | PS     | Essonne             |
| Jean-Michel Testu |  | PS     | Indre-et-Loire      |
| Jean Tiberi       |  | RPR    | Paris               |
| Luc Tinseau       |  | PS     | Eure                |
| Yvon Tondon       |  | PS     | Meurthe-et-Moselle  |
| Jacques Toubon    |  | RPR    | Paris               |
| André Tourné      |  | PCF    | Pyrénées-Orientales |
| Ghislaine Toutain |  | PS     | Paris               |
| Georges Tranchant |  | RPR    | Hauts-de-Seine      |

## V
| Nom                 |  | Groupe | Circonscription |
| ------------------- |  | ------ | --------------- |
| Edmond Vacant       |  | PS     | Puy-de-Dôme     |
| Guy Vadepied        |  | PS     | Oise            |
| Jean Valleix        |  | RPR    | Gironde         |
| Jean Valroff        |  | PS     | Vosges          |
| Bruno Vennin        |  | PS     | Loire           |
| Théo Vial-Massat    |  | PCF    | Loire           |
| Joseph Vidal        |  | PS     | Aude            |
| Bernard Villette    |  | PS     | Charente        |
| Alain Vivien        |  | PS     | Seine-et-Marne  |
| Robert-André Vivien |  | RPR    | Val-de-Marne    |
| Hervé Vouillot      |  | PS     | Côte-d'Or       |
| Roland Vuillaume    |  | a. RPR | Doubs           |

## W
| Nom               |  | Groupe | Circonscription |
| ----------------- |  | ------ | --------------- |
| Marcel Wacheux    |  | PS     | Pas-de-Calais   |
| Robert Wagner     |  | RPR    | Yvelines        |
| Pierre Weisenhorn |  | RPR    | Haut-Rhin       |
| Claude Wilquin    |  | PS     | Pas-de-Calais   |
| Claude Wolff      |  | UDF    | Puy-de-Dôme     |
| Jean-Pierre Worms |  | PS     | Saône-et-Loire  |

## Z
| Nom             |  | Groupe      | Circonscription   |
| --------------- |  | ----------- | ----------------- |
| Pierre Zarka    |  | PCF         | Seine-Saint-Denis |
| Adrien Zeller   |  | Non Inscrit | Bas-Rhin          |
| Jean Zuccarelli |  | a. PS       | Haute-Corse       |